# Nemesio Oseguera Cervantes
Nemesio Oseguera Cervantes, soprannominato el Mencho (Aguililla, 17 luglio 1966), è un criminale messicano capo del Cartello di Jalisco Nuova Generazione (CJNG).
È attualmente uno dei criminali più ricercati in Messico e negli Stati Uniti. Questi ultimi offrono una ricompensa di 10 milioni di dollari per avere informazioni che conducano al suo arresto. È ricercato per traffico di droga, per partecipazione al crimine organizzato e possesso illegale di arma da fuoco.
Secondo i servizi segreti messicani
è stato responsabile dell'escalation terrorista contro i militari e le forze dell'ordine in diverse città messicane a partire dal 2015 e di traffici di droga internazionali tra America, Asia, Europa e Africa.
Ha fatto diventare il Cartello di Jalisco Nuova Generazione una delle principali organizzazioni criminali del Messico diventando un forte contendente al potere del Cartello di Sinaloa. Avrebbe avuto anche un ruolo fondamentale nella lotta contro i Los Zetas e la sua fazione sopravvissuta chiamata il Cartello del Nord-est (Cartel del Noreste) per il quale il CJNG è stato anche soprannominato "Los Mata Zetas" (Gli uccidi Zeta)

## Biografia

### 2011
Dalla nascita del cartello nel 2011 ha espanso le attività del cartello in tutti gli stati del Messico e in particolare a Guanajuato, Jalisco, Colima, Nayarit, Oaxaca, San Luis Potosí, Estado de México, Città del Messico, Veracruz, Querétaro, Yucatán e Quintana Roo. 
All'estero si trova in particolare: negli Stati Uniti e in Colombia, e si ipotizza svolga attività anche in Canada, Argentina, Paesi Bassi, Ghana, Nigeria, Marocco, Russia, nei Balcani, in Medio Oriente, Cina, Corea del Sud, Germania, Perù, Centro-America, Bolivia, Malaysia, Indonesia, Laos, Vietnam, Polonia, Australia e Cambogia.

### 2018
Nel 2018 il CJNG supera per la prima volta il Cartello di Sinaloa nel controllo del traffico nazionale e internazionale di stupefacenti.
Il 23 marzo del 2018 si pensò che Oseguera Cervantes fosse morto alla frontiera dello stato di Nayarit nella regione conosciuta come il "Triángulo Dorado" (Sinaloa, Durango e Chihuahua), in uno scontro tra Oseguera e i suoi soldati contro l'esercito messicano essendo stato colpito da elicotteri con artiglieria.
Poco dopo l'informazione venne smentita dal giornalista di Televisa Joaquín Lopéz Doriga e dalla Procura generale del Messico.
Nel 2018 fu responsabile di un attentato contro un ex procuratore a Jalisco fuori da un ristorante a Guadalajara.
Sempre nel 2018, la procura generale offre 30 milioni di Pesos messicani di ricompensa a chi darà informazioni che conducano alla cattura o alla sua morte diventando così il narcotrafficante più ricercato in Messico insieme a Ismael "El Mayo" Zambada, capo del Cartello di Sinaloa, il quale è stato poi arrestato a El Paso, in Texas, il 25 luglio 2024, assieme a Joaquín Guzman Lopez, figlio di 
El Chapo.